# Егідіюс Вайткунас
Егідіюс Вайткунас (лит. Egidijus Vaitkūnas, нар. 8 серпня 1988, Вільнюс) — литовський футболіст, захисник «ФА Шяуляй» і національної збірної Литви.
Значну частину кар'єри провів у «Жальгірісі», у складі якого протягом 2010-х років здобув цілу низку національних трофеїв.

## Клубна кар'єра
У дорослому футболі дебютував 2006 року виступами за команду клубу «Жальгіріс», в якій протягом наступних двої сезонів взяв участь лише у 7 матчах чемпіонату. 
Згодом з 2009 по 2009 рік грав у складі команд клубів «Банга» (Гаргждай) та «Таурас».
2010 року повернувся до «Жальгіріса», в якому цього разу швидко став гравцем основного складу. Протягом наступних восьми років, проведених у «Жальгірісі», чотири разів вигравав національну футбольну першість і п'ять разів — Кубок Литви. 2014 року віддавався в оренду до ірландського «Богеміана», в якому, утім, лише двічі виходив на поле, після чого повернувся на батьківщину.
У лютому 2018 року уклав контракт з клубом «Мінськ». 

## Виступи за збірні
Протягом 2009–2010 років залучався до складу молодіжної збірної Литви. На молодіжному рівні зіграв у 13 офіційних матчах.
2012 року дебютував в офіційних матчах у складі національної збірної Литви.

## Титули і досягнення
- Чемпіон Литви (4):

«Жальгіріс»: 2013, 2014, 2015, 2016
- Володар Кубка Литви (5):

«Жальгіріс»: 2011-2012, 2012-2013, 2014-2015, 2015-2016, 2016
- Володар Суперкубка Литви (3):

«Жальгіріс»: 2013, 2016, 2017